# Antanifotsy (district)
Antanifotsy is een district van Madagaskar in de regio Vakinankaratra. Het district telt 291.785 inwoners (2011) en heeft een oppervlakte van 3.425 km², verdeeld over 11 gemeentes. De hoofdplaats is Antanifotsy.
De bestuurder van het district is Ernest Andrianjaka.